# Linkselbische Täler zwischen Dresden und Meißen
Linkselbische Täler zwischen Dresden und Meißen este o arie protejată (arie specială de conservare — SAC, sit de importanță comunitară — SCI) din Germania întinsă pe o suprafață de 896 ha, integral pe uscat.

## Localizare
Centrul sitului Linkselbische Täler zwischen Dresden und Meißen este situat la coordonatele 51°07′29″N 13°31′37″E / 51.1247°N 13.5269°E.

## Înființare
Situl Linkselbische Täler zwischen Dresden und Meißen a fost declarat sit de importanță comunitară în iunie 2002 pentru a proteja 9 specii de animale. Situl a fost protejat și ca arie specială de conservare în aprilie 2011.

## Biodiversitate
Situată în ecoregiunea continentală, aria protejată conține 9 habitate naturale: Cursuri de apă de la nivel de câmpie la nivel montan, cu vegetație Ranunculion fluitantis și Callitricho-Batrachion, Liziere de ierburi înalte hidrofile de câmpie și de nivel montan până la alpin, Fânețe de joasă altitudine (Alopecurus pratensis, Sanguisorba officinalis), Pante stâncoase silicioase cu vegetație casmofită, Roci stâncoase cu vegetație pionieră de Sedo-Scleranthion sau Sedo albi-Veronicion dillenii, Păduri de fag Luzulo-Fagetum, Păduri de stejar și carpen Galio-Carpinetum, Păduri pe pante, grohotișuri și ravene de Tilio-Acerion, Păduri aluvionare cu Alnus glutinosa și Fraxinus excelsior (Alno-Padion, Alnion incanae, Salicion albae).
La baza desemnării sitului se află mai multe specii protejate:
- mamifere (5): liliac cârn (Barbastella barbastellus), vidră de râu (Lutra lutra), liliac cu urechi mari (Myotis bechsteinii), liliac comun (Myotis myotis), liliacul mic cu potcoavă (Rhinolophus hipposideros)
- nevertebrate (4): fluturele-tigru (Callimorpha quadripunctaria), rădașcă (Lucanus cervus), phengaris nausithous (Maculinea nausithous), Osmoderma eremita